# Fazu Alíeva
Fazu Gamzàtovna Alíeva, rus: Фазу Гамзатовна Али́ева, (5 de desembre de 1932 - Makhatxkalà, Daguestan, 1 de gener de 2016) va ser una poetessa, novel·lista i periodista russa. Va tenir un paper important al Daguestan en el desenvolupament de la literatura russa. També és coneguda per haver estat una activista dels drets humans.
Va ser guardonada dues vegades per l'ordre de la "Placa d'Honor" i dos a l'Orde de l'Amistat dels Pobles, l'Orde de Sant Andreu Apòstol el 2002. Se li va concedir la Medalla d'Or del Fons per a la Pau Soviètica i la Medalla del Jubileu del consell de la Pau Mundial, així com premis honorífics a diversos països estrangers.

## Vida personal
Alijeva va néixer en el Districte de Khunzakhski. Va morir a Makhatxkalà, Daguestan, Rússia l'1 de gener de 2016 a causa d'una insuficiència cardíaca a l'edat de 83 anys.